# Pont autoroutier d'Antonivka
Le pont d'Antonivka (ukrainien : Анто́нівський міст, Antonivsky mist) ou d'Antonovka (russe : Анто́новский мост, Antónovskiy most), aussi appelé pont autoroutier de Kherson  (ukrainien : Херсонський автомобільний міст, Khersonsʹkyy avtomobilʹnyy mist), est un pont routier qui enjambe le Dniepr entre Antonivka et Olechky, en amont et à l'est de Kherson, permettant de relier les deux rives du fleuve, et à près de 60 km en aval de la Centrale hydroélectrique de Kakhovka.

## Histoire

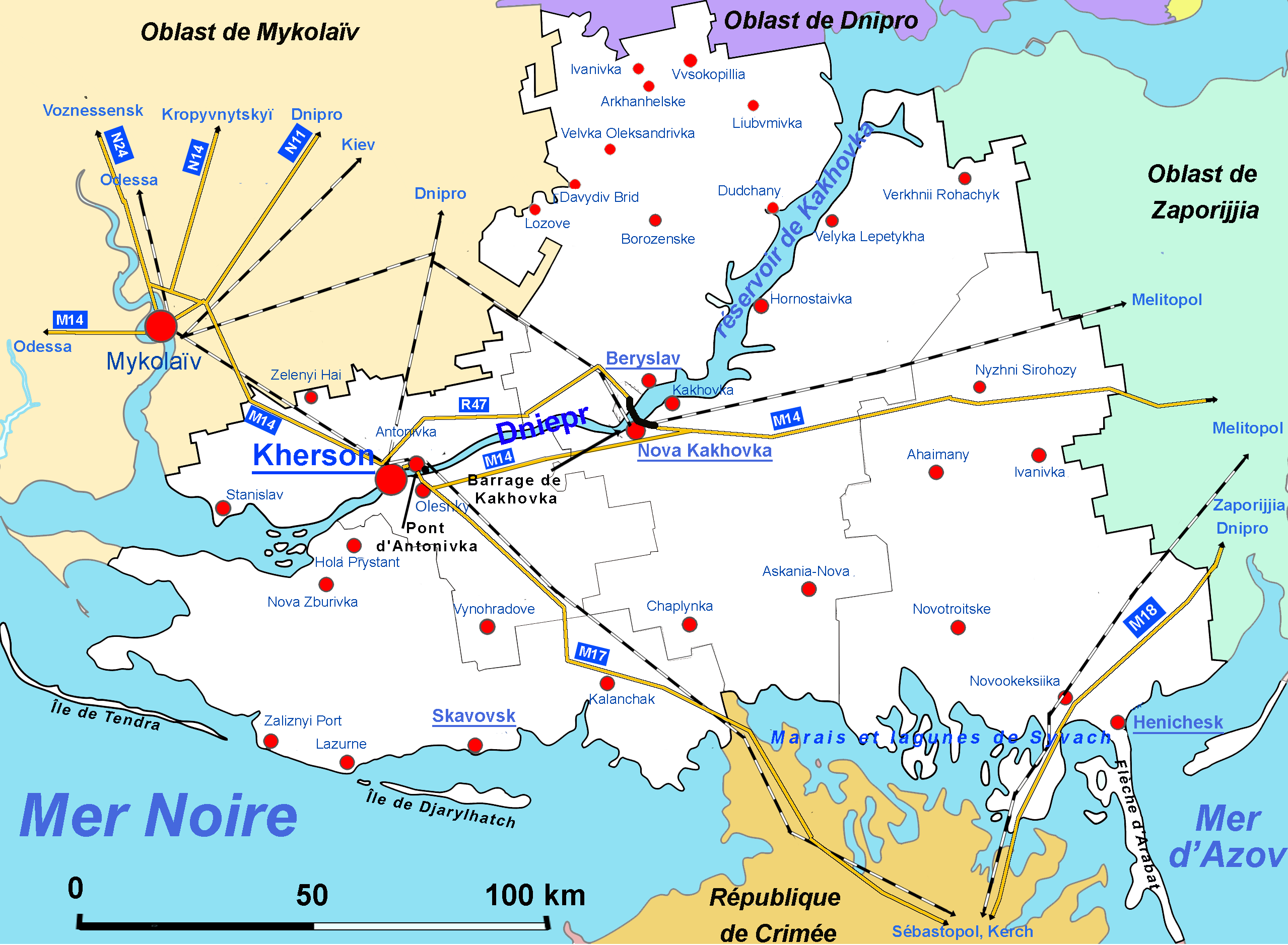
Situation de Kherson, agglomération de la région de Kherson (fond blanc), principaux axes routiers et lignes ferroviaires.

### Invasion russe de l'Ukraine
Le pont est le théâtre d'affrontements entre Russes et Ukrainiens pendant la bataille de Kherson en février 2022, lors de l'invasion de l'Ukraine par la Russie. Les forces russes ont pour objectif d'établir un corridor entre la Crimée sous contrôle russe depuis 2014 et le centre de l'Ukraine. Les Forces ukrainiennes perdent finalement le contrôle de la zone le 26 février 2022 après de violents combats ayant laissé plusieurs cadavres de soldats et véhicules militaires détruits sur le pont,.
Les 19 et 20 juillet, les Forces ukrainiennes bombardent le pont autoroutier avec le système américain de lance-roquettes multiples HIMARS,. À la suite d'un nouveau bombardement ukrainien dans la nuit du 26 au 27 juillet, le pont est déclaré inutilisable et fermé à la circulation. Les troupes russes mettent alors en place un système de transbordeur pour le remplacer. À chaque navette, elles prennent le soin de mélanger leurs véhicules militaires avec des véhicules civils afin d'éviter qu'ils soient pris pour cible, ce qui constitue une violation des conventions de Genève. 
Le 6 septembre, Kirill Stremooussov, vice-président de l'administration civilo-militaire de Kherson, déclare que la restauration du pont n'est pas à l'ordre du jour. 

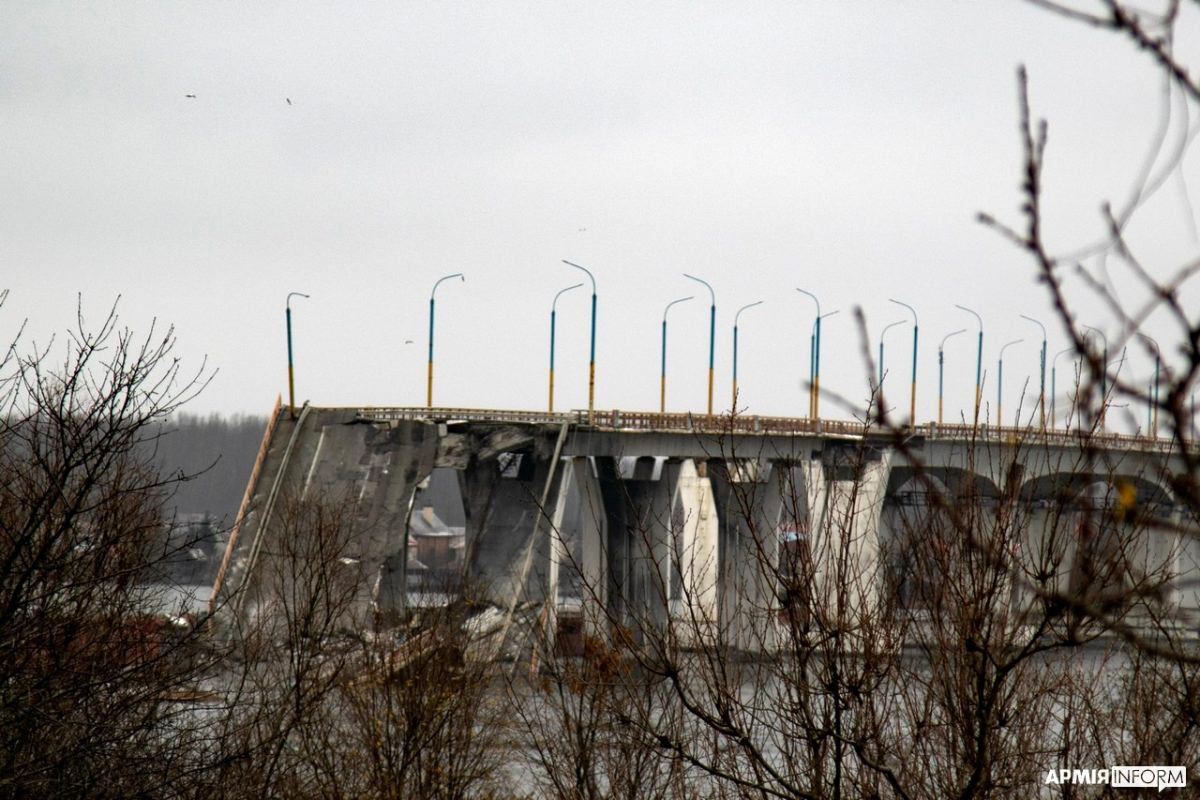
Le pont en décembre 2022, après la seconde bataille de Kherson.

Le 9 novembre, Sergueï Choïgou, ministre russe de la Défense, ordonne le retrait des forces russes déployées sur la rive droite du Dnipro. Dans leur retraite, ces dernières font exploser plusieurs travées du pont dans la nuit du 10 au 11 novembre afin de ralentir la progression de l'armée ukrainienne,,,.